# Pascale Sourisse
Pour les articles homonymes, voir Sourisse.
Pascale Sourisse, née à Nantes le 7 mars 1962, est une femme d'affaires française.

## Biographie

### Famille
Pascale, Annick, Andrée Dixneuf est née le 7 mars 1962 à Nantes (Loire-Atlantique) du mariage de Bernard Dixneuf, médecin et universitaire, et de Simone Veyrac, médecin.
Le 10 juin 1989, elle épouse Rémi Sourisse, ingénieur. De ce mariage naissent deux enfants.

### Formation
Après des études au lycée Guist'Hau  de Nantes puis au lycée Louis-le-Grand à Paris, elle intègre l'École polytechnique en 1981 puis l'École nationale supérieure des télécommunications dont elle est diplômée en 1986.

### Carrière professionnelle
Ingénieure à la Compagnie générale des eaux (CGE) en 1984-1985, puis à la division Télécommunications de Jeumont-Schneider en 1985-1986. Elle est chef du réseau d'entreprises à la direction régionale d'Île-de-France de France Telecom de 1987 à 1990 puis adjointe au directeur puis sous-directrice de la communication audiovisuelle et de l'électronique grand public au ministère de l'Industrie de 1990 à 1994.
Elle est ensuite ingénieure en chef des télécommunications au sein du groupe Alcatel en 1993, puis directrice du plan et de la stratégie de 1995 à 1997, présidente-directrice générale de SkyBridge de 1997 à 2001, directrice générale en 2001 puis présidente-directrice générale d'Alcatel Space de 2001 à 2005.
Après le rachat des activités d'Alcatel par le groupe Thales, elle entre au comité de direction du groupe Thales. Elle est présidente-directrice générale de Thales Alenia Space jusqu'en 2008. Elle est ensuite directrice générale de la division Systèmes terrestres et interarmées et présidente-directrice générale de Thales Communications.
Début 2010, elle est nommée directrice générale de la division Systèmes C4I de défense et sécurité cumulant avec la fonction de présidente-directrice générale de Thales Communications & Security,.
Depuis janvier 2013, Pascale Sourisse est directrice générale, Développement international du groupe Thales,.
Elle est administratrice des sociétés Renault, Vinci, Areva et Présidente du Conseil d'École de Télécom ParisTech.
Elle est membre de l’Académie des Technologies.

## Décorations
Pascale Sourisse est nommée chevalier de l'ordre national de la Légion d'honneur le 31 décembre 2003 au titre de « présidente-directrice générale d'un groupe industriel ; 23 ans d'activités professionnelles », promue officier le 12 juillet 2013 au titre de « directrice dans un groupe d'électronique » puis promue au grade de commandeur le 13 juillet 2021. 
Elle est nommée chevalier de l'ordre national du Mérite le 7 mars 2000, promue officier au titre de « présidente-directrice générale de société » le 7 mai 2007 et commandeure le 11 novembre 2010 au titre de « directrice dans un groupe industriel ».